# محمدمهدی جهانسوز
محمدمهدی میرزا جهانسوز ملقب به مرآت السلطنه از سیاستمداران ایرانی بود، که در  دوره سوم بعنوان نماینده کرمانشاه در مجلس شورای ملی حضور داشت.